# Tustumena Lake
Der Tustumena Lake liegt auf der westlichen Seite der Kenai-Halbinsel von Alaska, nahe der Ortschaft Kasilof.

## Lage
Der See ist etwa 40 km lang und 10 km breit. Er wird hauptsächlich durch das Schmelzwasser des Tustumena-Gletschers gespeist. Der Tustumena Lake bildet wiederum den Ursprung des Kasilof River. Das Gebiet um den See gilt als hervorragendes Jagdrevier und ist Austragungsort des Tustumena-Schlittenhunderennens. Der See ist zudem für seine Gletscherwinde bekannt.